# Graaf Duckula
Graaf Duckula is een fictief persoon, een vegetarische vampiereend, in de gelijknamige tekenfilmserie, geproduceerd door de Britse studio Cosgrove Hall, en een spin-off van Dangermouse, een serie waarin een slechte versie van Graaf Duckula regelmatig voor het voetlicht verscheen.
De serie verscheen in Engeland voor het eerst op televisie op 6 september 1988. Er werden in totaal 65 afleveringen gemaakt, uitgezonden in de periode 1988-1993. Iedere aflevering was 22 minuten lang.
Vanaf 6 oktober 1989 verscheen de serie ook op de Nederlandse televisie. De serie werd rond de klok van zeven uur uitgezonden op Nederland 3, globaal tussen Sesamstraat en het NOS journaal. Hoewel Count Duckula nog enige jaren op de Britse televisie te zien was, is de serie in Nederland nooit herhaald.
De serie was in enige mate een parodie op het verhaal van Graaf Dracula. Gesitueerd in Transsylvanië leefde Duckula in een spookachtig kasteel, samen met zijn knecht Igor en zijn kindermeisje "Nanny" (standaard met haar arm in een mitella). Alle personages in de serie waren vogels.

## Het verhaal
Slot Duckula, gelegen in het hart van Transsylvanië, is al eeuwen de woonplaats van een dynastie van boosaardige vampiereenden; de graven van Duckula. De generaties graven waren door de jaren heen actief als ridders, tovenaars, wetenschappers, artiesten en zelfs professionele gokkers. In het geheim waren ze echter ook bloeddorstige vampieren. Volgens de legenden kwamen de vampieren een voor een vroeg of laat om het leven doordat hun hart werd doorboord door vampierjagers, of door blootstelling aan zonlicht. Toch keerden incarnaties van de graven iedere eeuw weer terug, door een geheim ritueel met vleermuisbloed, dat eens per eeuw uitgevoerd kon worden, bij de juiste stand van de maan. De meest recente incarnatie liep echter niet volgens plan: zijn bediende Igor Slinks verwisselde het vleermuisbloed per ongeluk met tomatenketchup. Als gevolg daarvan werd de nieuwste incarnatie van Graaf Duckula geen bloeddorstige vampier, maar een vegetarisch exemplaar met een voorliefde voor het vak van toneelartiest. 
De verschillende afleveringen van de tekenfilm spelen zich af rondom het leven van de vegetarische Graaf Duckula, en zijn avonturen in een zoektocht naar roem en rijkdom, bijgestaan door de mogelijkheid om vanuit het kasteel rond de wereld gestuurd te worden. Een andere rode draad in de serie is Igor en diens almaar terugkerende pogingen om Duckula alsnog in een echte bloeddorstige vampier te veranderen. Sommige afleveringen tonen Duckula's aartsvijand "Doctor Von Klotzfink" , een vampierjager die weigert te geloven dat de huidige incarnatie van Duckula absoluut onschadelijk is.

## Stemmen
De Nederlands ingesproken versie met de stemmen van:
- Graaf Duckula: Olaf Wijnants
- Igor: Tom Meijer
- Nanny: Coen Flink
- Overig: Donald de Marcas, Arnold Gelderman, Paul van Gorcum, Jan Anne Drenth, Corry van der Linden, Doris Baaten, Hein Boele, Huub Scholten

## Begin- en eindtune
De tekenfilm had zowel een begin- als eindtune waarvan de tekst naar het Nederlands vertaald was. Het werd ingezongen door Bill van Dijk. In deze tune werd de locatie gegeven als "In het hart van Transsylvanië, dat ligt verder dan Albanië".